# Alpecin-Deceuninck
Alpecin-Deceuninck is een Belgische WorldTour wielerploeg die sinds 1 januari 2009 deel uitmaakt van het peloton. Van september tot en met februari is Alpecin-Deceuninck in het veldrijden. Het team staat bekend om zijn goede jeugdwerking. Het jeugdteam, onder de naam IKO-Beobank, bracht al talenten voort als Michael Vanthourenhout, Quentin Jauregui en Mathieu van der Poel.

## Geschiedenis
Vanaf het ontstaan van het team tot en met augustus 2015 was BKCP Bank hoofdsponsor, aangevuld met gereedschapsfabrikant Powerplus. Het Nederlandse reisbureau Corendon werd vanaf september 2015 de nieuwe co-sponsor. Hierdoor veranderde de naam van het team voor aanvang van het seizoen 2015-2016 in BKCP-Corendon. Na dit seizoen werd de naam Beobank-Corendon, nadat BKCP Bank met Beobank fusioneerde. Eind 2017 werd bekendgemaakt dat de naam van het team vanaf 1 januari 2018 verandert in Corendon-Circus, met Circus, een gokkantoor, als nieuwe sponsor. Sinds 1 januari 2020 is de naam Alpecin-Fenix.. vanaf 1 juni 2022 is de naam Alpecin-Deceuninck
Op 1 januari 2019 kreeg het team een pro-continentale licentie. Door in 2020 de beste pro-continentale ploeg te worden kreeg in 2021 de ploeg startrecht in alle World Tour wedstrijden waaronder de drie grote rondes. Tijdens de Giro d'Italia van dat jaar won de Belgische sprinter Tim Merlier de tweede etappe. Gedurende de Tour de France van 2021 won alleskunner Mathieu van der Poel de tweede etappe op de Mur de Bretagne. Door deze overwinning pakte van der Poel ook de gele trui hetgeen een primeur voor de ploeg betekende.

## Grote rondes
| Jaar | Ronde van Italië         | Ronde van Italië                                              | Ronde van Frankrijk                       | Ronde van Frankrijk                                          | Ronde van Spanje                 | Ronde van Spanje            |
| Jaar | hoogste klassering       | etappewinst                                                   | hoogste klassering                        | etappewinst                                                  | hoogste klassering               | etappewinst                 |
| ---- | ------------------------ | ------------------------------------------------------------- | ----------------------------------------- | ------------------------------------------------------------ | -------------------------------- | --------------------------- |
| 2021 | 20e Louis Vervaeke       | 2e Tim Merlier                                                | 29e Xandro Meurisse                       | 2e Mathieu van der Poel 3e Tim Merlier                       | 48e Floris De Tier               | 2e en 5e Jasper Philipsen   |
| 2022 | 57e Mathieu van der Poel | 1e Mathieu van der Poel 12e Stefano Oldani 18e Dries De Bondt | 60e Silvan Dillier                        | 15e en 21e Jasper Philipsen                                  | 39e Xandro Meurisse              | 6e en 8e Jay Vine           |
| 2023 | 45e Stefano Oldani       | 5e Kaden Groves                                               | 57e Mathieu van der Poel Jasper Philipsen | 3e, 4e, 7e en 11e Jasper Philipsen                           | 112e Jimmy Janssens Kaden Groves | 4e, 5e en 21e Kaden Groves  |
| 2024 | 23e Nicola Conci         |                                                               | 96e Mathieu van der Poel                  | 10e, 13e en 16e Jasper Philipsen                             | 55e Xandro Meurisse Kaden Groves | 2e, 14e en 17e Kaden Groves |
| 2025 | 85e Quinten Hermans      | 6e Kaden Groves                                               | 22e Xandro Meurisse                       | 1e Jasper Philipsen 2e Mathieu van der Poel 20e Kaden Groves |                                  |                             |

## Teamstructuur
Alpecin-Fenix is een van de vier ploegen van de broers Philip en Christoph Roodhooft.
|               |               |               |               |               |               |  |  |            |            |            |            | Ciclismo Mundial bvba |            |  |  |     |     |     |     |     |     |  |  |                    |                    |                    |                    |                    |                    |
|               |               |               |               |               |               |  |  |            |            |            |            |                       |            |  |  |     |     |     |     |     |     |  |  |                    |                    |                    |                    |                    |                    |
|               |               |               |               |               |               |  |  |            |            |            |            |                       |            |  |  |     |     |     |     |     |     |  |  |                    |                    |                    |                    |                    |                    |
| Alpecin-Fenix | Alpecin-Fenix | Alpecin-Fenix | Alpecin-Fenix | Alpecin-Fenix | Alpecin-Fenix |  |  | IKO-Crelan | IKO-Crelan | IKO-Crelan | IKO-Crelan | IKO-Crelan            | IKO-Crelan |  |  | 777 | 777 | 777 | 777 | 777 | 777 |  |  | Credishop-Fristads | Credishop-Fristads | Credishop-Fristads | Credishop-Fristads | Credishop-Fristads | Credishop-Fristads |

Mannen: 2009 · 2010 · 2011 · 2012 · 2013 · 2014 · 2015 · 2016 · 2017 · 2018 · 2019 · 2020 · 2021 · 2022 · 2023 · 2024 · 2025
Vrouwen: 2020 · 2021 · 2022 · 2023 · 2024 · 2025
Alpecin-Deceuninck · Arkéa-B&B Hotels · Bahrain-Victorious · Cofidis · Decathlon AG2R La Mondiale Team · EF Education-EasyPost · Groupama-FDJ · INEOS Grenadiers · Intermarché-Wanty · Lidl-Trek · Movistar Team · Red Bull-BORA-hansgrohe · Soudal Quick-Step · Jayco AlUla · Picnic PostNL · UAE Team Emirates-XRG · Visma-Lease a Bike · XDS Astana Team
Zie ook: UCI World Tour 2025 · Continental Circuits
Anderson · Bayer · De Bondt · del Carmen Alvarado · De Tier · De Vreese · Dillier · Eibl · Jans · Janssens · Krieger · Leysen · Meisen · Merlier · Meurisse · Modolo · Philipsen · Pieterse · Planckaert · Richardson · Rickaert · Riesebeek · Sbaragli · Sweeck · Taminiaux · Thwaites · Tulett · Vakoč · D. van der Poel · M. van der Poel · Vergaerde · Vermeersch · Vervaeke · Vine · Walsleben
Anderson · Ballerstedt · Bax · Bayer · De Bondt · De Tier · Dillier · Gaze · Gogl · Janssens · Krieger · Leysen · Mareczko · Merlier · Meurisse · Oldani · Philipsen · Planckaert · Rickaert · Riesebeek · Sbaragli · Stannard · Taminiaux · Thwaites · Van Den Bossche · D. van der Poel · M. van der Poel · Van Keirsbulck · Vermeersch · Vermote · Vine
Ballerstedt · Bayer · Conci · De Bondt · Dillier · Gaze · Ghys · Gogl · Groves · Hermans · Janssens · Kragh Andersen · Krieger · Leysen · Mareczko · Meurisse · Oldani · Osborne · Philipsen · Planckaert · Plowright · Rickaert · Riesebeek · Sbaragli · Sinkeldam · Stannard · Taminiaux · Van Den Bossche · van der Poel  · Vermeersch
Ballerstedt · Bayer · Boven · Conci · Dillier · Gaze · Ghys · Gogl · Groves · Hermans · Hollmann · Janssens · Kielich · Kragh Andersen · Laurance · Leysen · Meurisse · Osborne · Philipsen · Planckaert · Plowright · Rickaert · Riesebeek · Sinkeldam · Uhlig · Van Den Bossche · van der Poel  · Van Tricht · Vergallito · Vermeersch
Bayer · Boven · Debruyne · Dehairs · Del Grosso · Dillier · Gaze · Ghys · Glivar · Gogl · Groves · Hermans · Hollmann · Janssens · Kielich · Meurisse · Philipsen · Planckaert · Plowright · Price-Pejtersen · Rickaert · Riesebeek · Uhlig · Van Den Bossche · van der Poel · Van Tricht · Vergallito · Vermeersch